# Eriocaulon infaustum
Eriocaulon infaustum är en gräsväxtart som beskrevs av Nicholas Edward Brown. Eriocaulon infaustum ingår i släktet Eriocaulon och familjen Eriocaulaceae.
Artens utbredningsområde är Moçambique. Inga underarter finns listade i Catalogue of Life.